# Friedrich-Wilhelms-Hütte (Troisdorf)
Friedrich-Wilhelms-Hütte ist eine der zwölf Ortschaften von Troisdorf im Rhein-Sieg-Kreis in Nordrhein-Westfalen.

## Geschichte

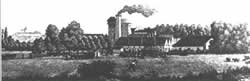
Friedrich-Wilhelm-Hütte (1853)

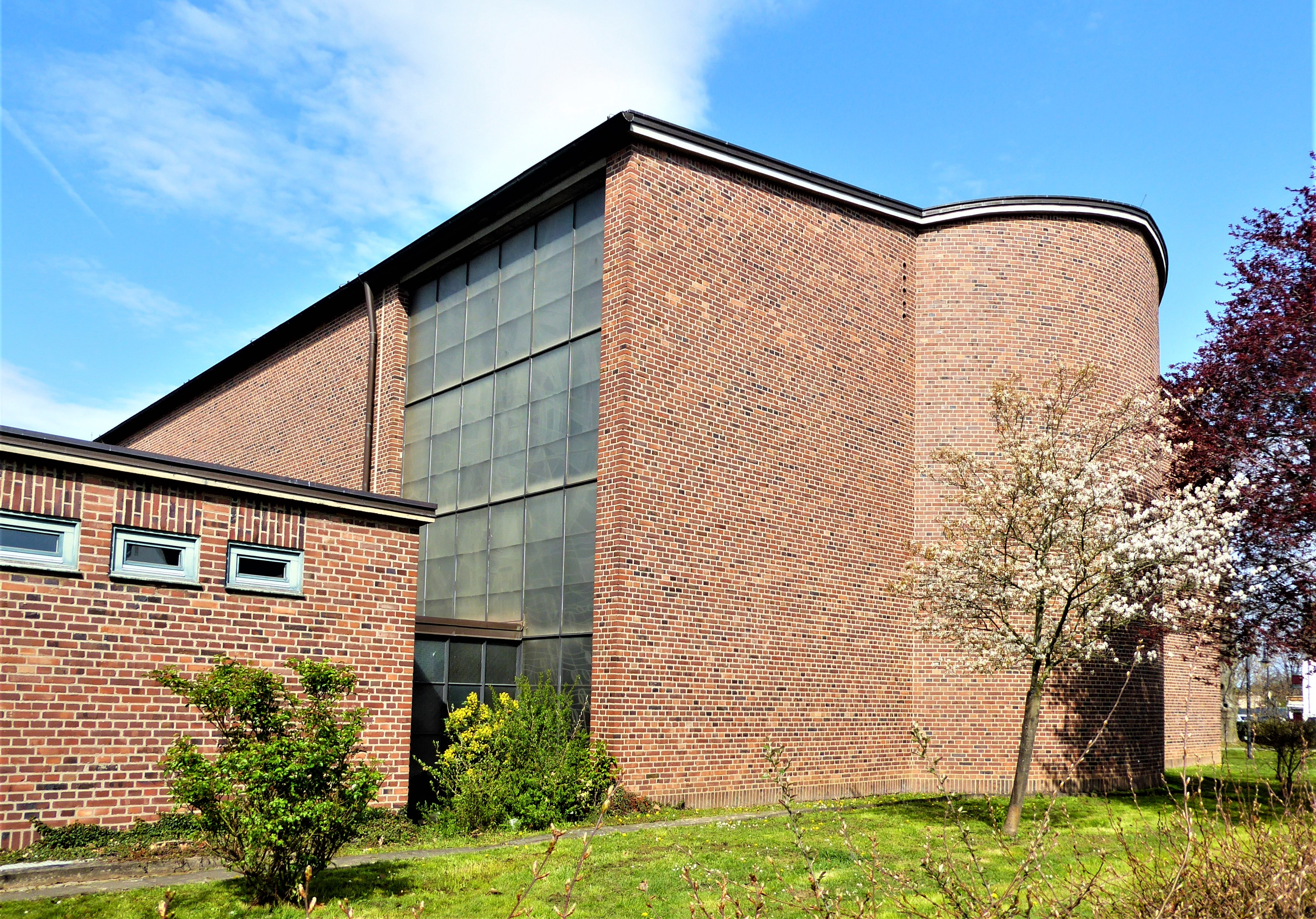
Kirche Herz Jesu

1825 begann Johann Wilhelm Windgassen (1779–1852) mit dem Bau der Friedrich-Wilhelms-Hütte an der Mündung der Agger in die Sieg. 1843 wurde das Hüttenwerk durch Johann Jakob Langen (1794–1869) übernommen. 1911 erwarb die Façoneisen-Walzwerk L. Mannstaedt & Cie. AG die Friedrich-Wilhelms-Hütte und verlagerte nach Um- und Erweiterungsbauten ihre gesamte Produktion von Köln-Kalk hierher.
Für die aus Kalk mitgebrachten Facharbeiter, Angestellten und deren Familien entstanden ab 1911 in der Nähe des Werks die Schwarze Kolonie und in Troisdorf-West die Rote Kolonie sowie das Kasino-Viertel.
Insbesondere die Schwarze Kolonie wurde zum Kern der Ortsentwicklung von Friedrich-Wilhelms-Hütte.
An Stelle der im Weltkrieg zerstörten Kirche entstand 1959 die neue Herz-Jesu-Kirche.
Bis zur kommunalen Neuordnung, die am 1. August 1969 in Kraft trat, gehörte Friedrich-Wilhelms-Hütte zur Gemeinde Menden (Rheinland) im Amt Menden, dessen Gebiet heute größtenteils mit den Stadtgrenzen von Sankt Augustin übereinstimmt.

## Bevölkerung
Neben einzelnen Hochhäusern gibt es zahlreiche attraktive Einfamilienhaussiedlungen in Friedrich-Wilhelms-Hütte, vor allem die Schwarze Kolonie, die Beamtenkolonie und die noch in Bau befindliche Grüne Kolonie.
Der Immobilienmarkt in Friedrich-Wilhelms-Hütte bleibt allerdings seit Jahren stabil. Laut Bodenrichtwertkarte Boris.NRW beträgt der Bodenrichtwert hier rund 390 Euro pro Quadratmeter (Stand 2021) und liegt damit knapp unter dem Durchschnitt der benachbarten Ortsteile.
In den Jahren von 1970 bis 1975 wurden in Friedrich-Wilhelms-Hütte zahlreiche Wohnhochhäuser errichtet. Die meisten dieser Gebäude bilden bedingt durch die örtlichen Straßennamen die so genannte Blumensiedlung. Durch den Fall der Kaiserbauruine auf der westlichen Seite der Autobahn 59 wurde eines dieser Gebäude zum höchsten Wohnhaus innerhalb von Troisdorf.
Der Ausländeranteil des Stadtteils beträgt 16,81 % (Stand 30. Juni 2014) und ist damit der dritthöchste nach Oberlar (19,25 %) und Troisdorf-Mitte (17,05 %). Der Ausländeranteil an der Grundschule Roncallistraße beträgt rund 50 Prozent, weshalb die Schule auch entsprechende Sonderförderungsmaßnahmen beschlossen hat.

## Infrastruktur

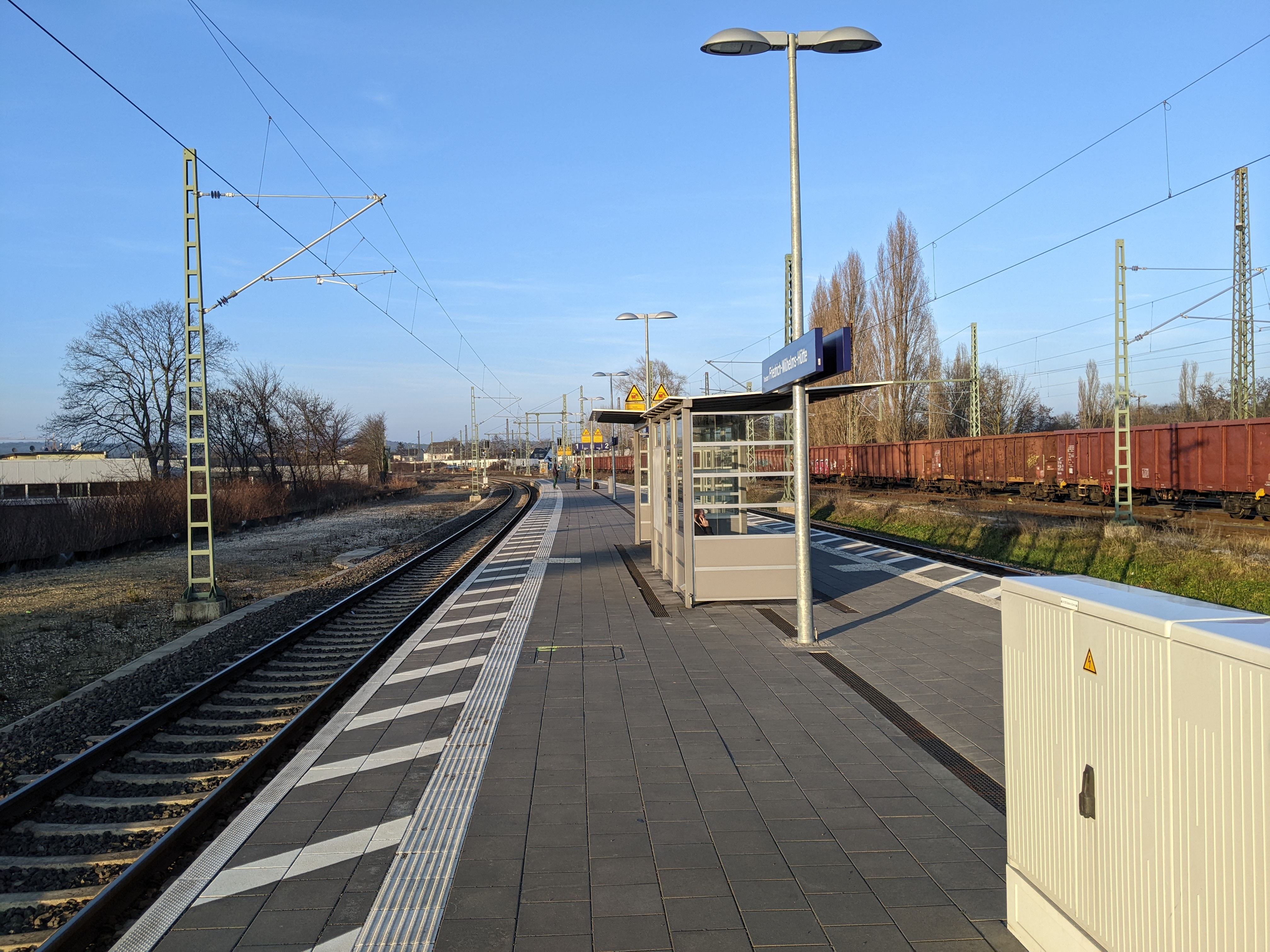
Bahnhof Friedrich-Wilhelms-Hütte

Eine Umgehungsstraße sichert den Anschluss an die Autobahn A 59.
Der Bahnhof Friedrich-Wilhelms-Hütte an der rechten Rheinstrecke liegt neben dem Gelände der Mannstaedt-Werke. Er wird stündlich durch den Rhein-Erft-Express (RE 8) und die Rhein-Erft-Bahn (RB 27) bedient.
| Linie | Verlauf | Takt   |
| ----- | --- | ------ |
| RE 8  | Rhein-Erft-Express: (Mönchengladbach Hbf – Rheydt Hbf – Rheydt-Odenkirchen – Hochneukirch – Jüchen – Grevenbroich –)* Rommerskirchen – Stommeln – Pulheim – Köln-Ehrenfeld – Köln Hbf – Köln Messe/Deutz – Porz (Rhein) – Troisdorf – Friedrich-Wilhelms-Hütte – Menden (Rheinl) – Bonn-Beuel – Bonn-Oberkassel – Niederdollendorf – Königswinter – Rhöndorf – Bad Honnef (Rhein) – Unkel – Linz (Rhein) – Bad Hönningen – Rheinbrohl – Neuwied – Urmitz Rheinbrücke – Koblenz-Lützel – Koblenz Stadtmitte – Koblenz Hbf * nur werktags Stand: Fahrplanwechsel Dezember 2023                                | 60 min |
| RB 27 | Rhein-Erft-Bahn: Mönchengladbach Hbf – Rheydt Hbf – Rheydt-Odenkirchen – Hochneukirch – Jüchen – Grevenbroich – Rommerskirchen – Stommeln – Pulheim – Köln-Ehrenfeld – Köln Hbf – Köln Messe/Deutz – Köln/Bonn Flughafen – Troisdorf – Friedrich-Wilhelms-Hütte – Menden (Rheinl) – Bonn-Beuel – Bonn-Oberkassel – Niederdollendorf – Königswinter – Rhöndorf – Bad Honnef (Rhein) – Unkel – Erpel (Rhein) – Linz (Rhein) – Leubsdorf (Rhein) – Bad Hönningen – Rheinbrohl – Leutesdorf (Rhein) – Neuwied – Engers – Vallendar – Koblenz-Ehrenbreitstein – Koblenz Hbf Stand: Fahrplanwechsel Dezember 2023 | 60 min |

Im Zuge der S-Bahn-Erweiterung nach Bonn-Oberkassel wird die bisherige Station durch einen neuen S-Bahn-Halt ersetzt.

## Bekannte Personen
- Robert Theodor Betz (* 1953), Psychologe und Autor
- Otto Coninx (1871–1956), deutsch-schweizerischer Verleger
- Uwe Göllner (* 1945), Politiker (SPD), 1993–1998 Bürgermeister Troisdorfs
- Hans Jaax (1933–2000), Politiker (SPD), Mitglied des Landtags von Nordrhein-Westfalen
- Emil Langen (1824–1870), 1846–1867 Direktor der Friedrich-Wilhelms-Hütte, der heutigen Mannstaedt-Werke
- Walther Langen (1857–1912), Bankier, Industrieller und Landrat im Landkreis Cochem
- Konrad Repgen (1923–2017), Historiker und Hochschullehrer